# Merošina (općina)
Merošina (općina) (ćirilično: Општина Мерошина) je općina u Nišavskom okrugu u Srbiji. Središte općine je grad Merošina. 
Po podacima iz 2002. općina zauzima površinu od 193 km² i ima 14.812 stanovnika. 
Općina Merošina se na sjeveru graniči s općinom Aleksinac, gradskim općinama Palilula i Crveni Krst na istoku, Doljevcem i Žitorađom na jugu i Prokupljem na zapadu.

## Stanovništvo
Prema popisu stanovništva iz 2002. godine u općini živi 14.812 stanovnika, od toga 14.059 Srba, 588 Roma i oko 200 stanovnika ostalih nacionalnosti.

## Naselja
| - Azbresnica - Aleksandrovo - Arbanasce - Balajnac - Baličevac - Batušinac - Biljeg - Brest - Bučić | - Gornja Rasovača - Gradište - Devča - Dešilovo - Donja Rasovača - Dudulajce - Jovanovac - Jug Bogdanovac - Kovanluk | - Kostadinovac - Krajkovac - Lepaja - Merošina - Mramorsko Brdo - Oblačina - Padina - Rožina - Čubura |

## Vanjske poveznice
- Grad Merošina  Arhivirana inačica izvorne stranice od 4. svibnja 2009. (Wayback Machine)